# Velleminfroy
Velleminfroy là một xã ở tỉnh Haute-Saône trong vùng Franche-Comté phía đông Pháp. Xã có diện tích 6,02 km², dân số năm 2006 là 277 người. Khu vực này có độ cao từ 278-379 mét trên mực nước biển.